# Hasenmühle (Heidenheim)

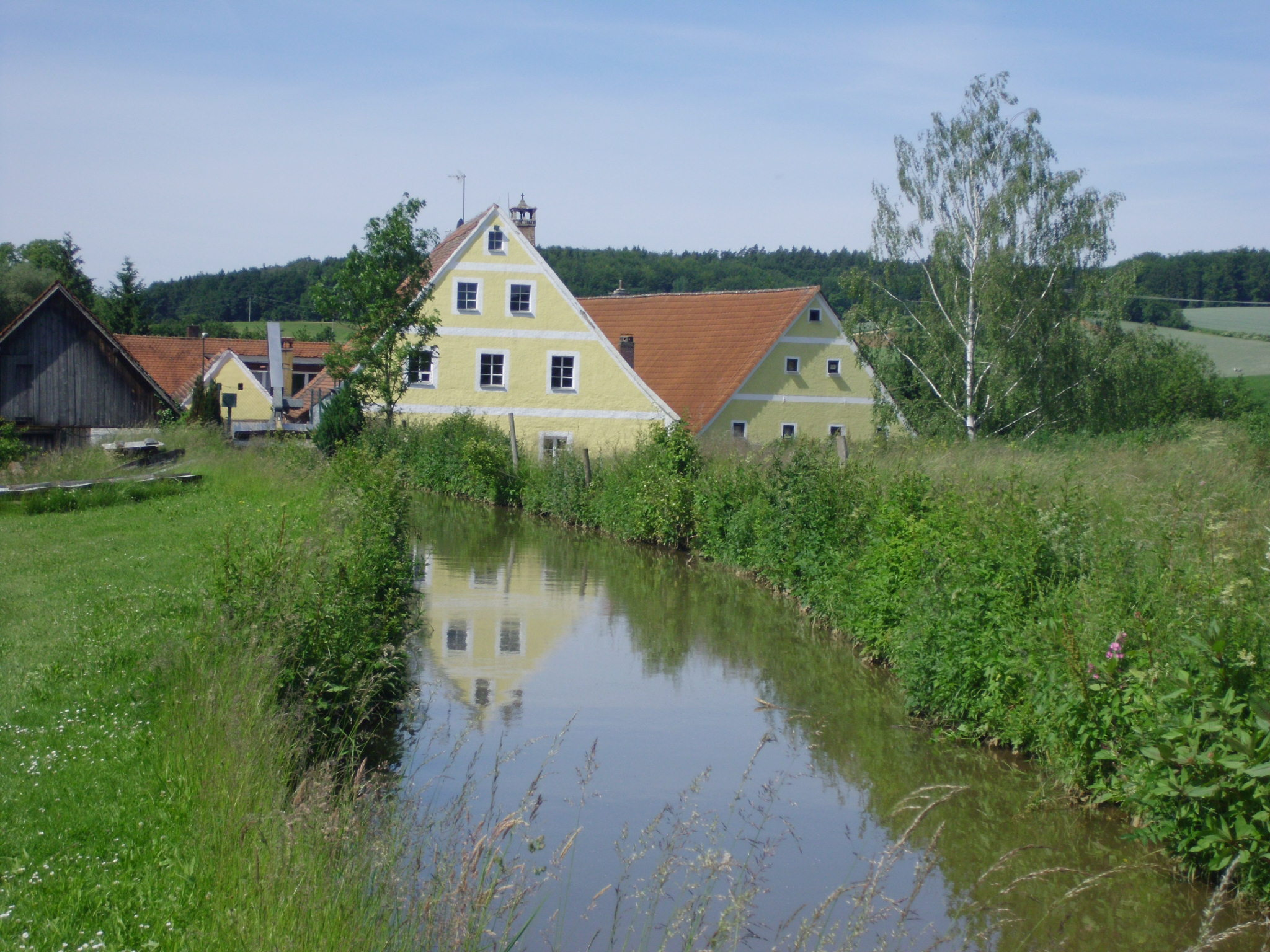
Hasenmühle

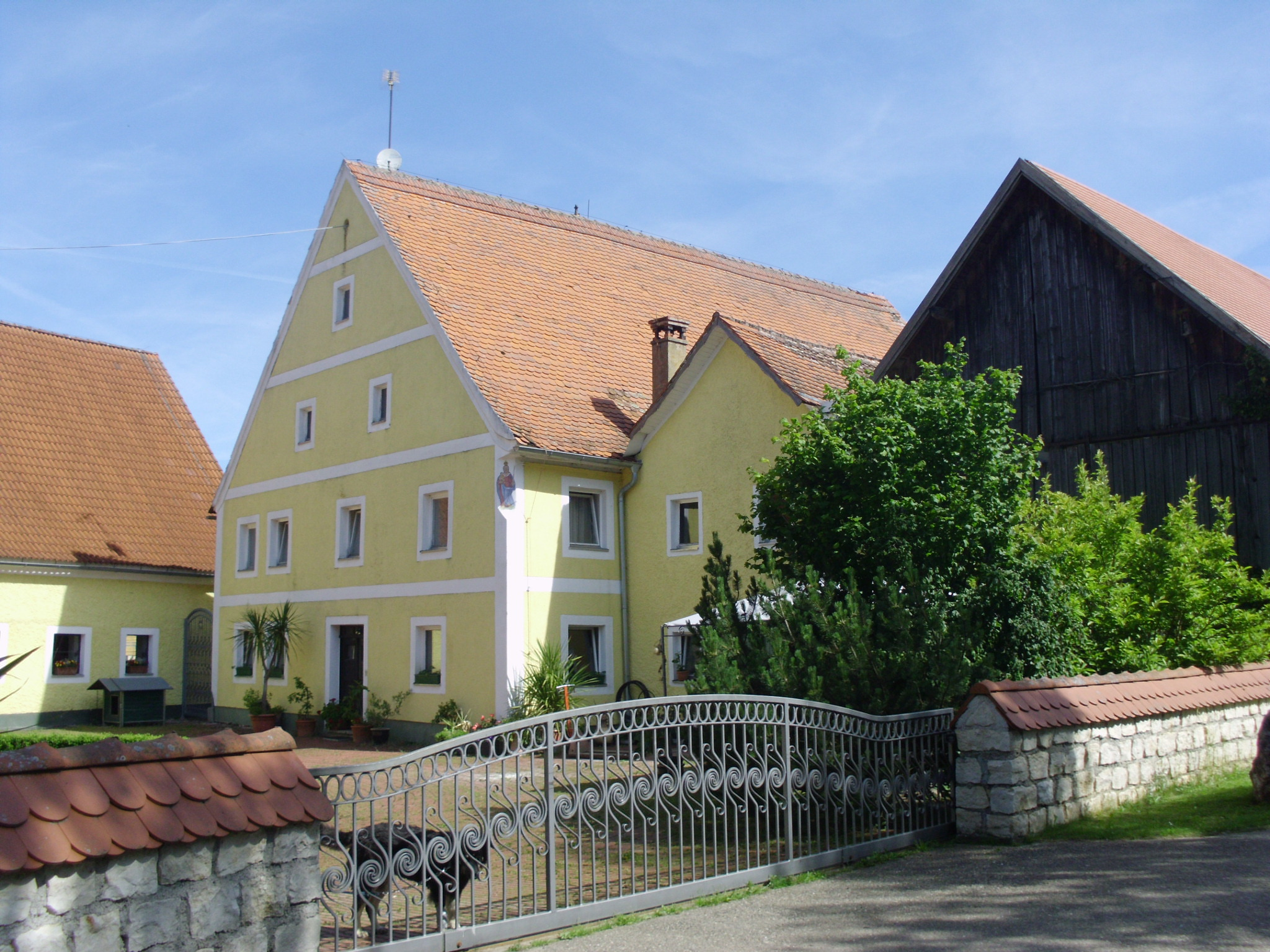
Hasenmühle

Hasenmühle ist ein Gemeindeteil des Marktes Heidenheim im Landkreis Weißenburg-Gunzenhausen (Mittelfranken, Bayern). Hasenmühle liegt in der Gemarkung Hechlingen am See.

## Lage
Die Einöde Hasenmühle liegt in der Fränkischen Alb im Tal der Rohrach südlich des Heidenheimer Gemeindeteils Hechlingen am nördlichen Ende des Hahnenkammsees und an den Staatsstraßen 2384 und 2216.

## Name
Die Mühle ist nicht nach dem Tiernamen „Hase“, sondern eher nach dem häufig vorkommenden Personen- oder Flurnamen „Haso“ oder „Has(e)“ benannt.

## Geschichte
Die „Hasenmül“ wird erstmals 1393 urkundlich genannt, als sie vom Kloster Heidenheim unter Abt Ulrich an Konrad und Adelheid Mülner zu Enhofen auf Erbrechtbasis zu Lehen gegeben wird. Sie hatte nicht nur Natural- und Geldabgaben an das Kloster als den Grundherrn und nach dessen Säkularisation (1537) an das brandenburgisch-ansbachische Klosteramt Heidenheim zu leisten, sondern auch an das nürnbergisch-burggräfliche, später brandenburgisch-ansbachische Amt Hohentrüdingen, das die Vogtei über die Mühle ausübte. Die Schreibweisen des Mühlennamens wechseln in den Urkunden, die zumeist bei Besitzerwechsel ausgestellt wurden: Hasen Mül (1400), Haß Mull (1518), Haaßmühl (1608), Haßen Mühl (1658), Haßmühl (1682), Haas Mühl (1732), Hasenmühl (1739).
Das Heidenheimer Klostersalbuch von 1400 listet für die Hasenmühle Abgaben an Korn, Hafer, Käse, Eier, ein Herbsthuhn und ein Fastnachtshuhn auf; auch eine Geldabgabe war zu leisten. Im Burggrafenurbar von 1435 sitzt ein Hanns Mulner auf der „Hasenmüle“; auch er hat Naturalien und Geld an das Burggrafenamt zu leisten. Im markgräflich-Hohentrüdinger Salbuch von 1535 wird berichtet, dass die „Haßmüll“ eine „Seg- und Mallmüll“ ist und Natural- und Geldabgaben zu leisten hat. Um 1650, kurz nach dem Ende des Dreißigjährigen Krieges, wird in einer Aufstellung über das Kastenamt Hohentrüdingen berichtet, dass die Mühle des Hasenmüllers Georg Wenderlein noch steht. Er zinst 1670 je zur Hälfte an das Klosterverwalteramt Heidenheim und an das Kastenamt Hohentrüdingen. 1740 kam es bei der Erneuerung der Sägemühle zu einer Auseinandersetzung zwischen Ansbach und Oettingen wegen des unentgeltlichen Holzbezugs. Am Ende des Heiligen Römischen Reichs untersteht die „Haasmühl“ 1799 dem ansbach-preußischen Kastenamt Hohentrüdingen „mit einem dahin gehoerigen Unterthanen“. Kirchlich ist sie der evangelischen Pfarrei Hechlingen zugeordnet.
1791/92 wurde die Mühle mit dem Markgrafentum Ansbach königlich-preußisch und 1806 königlich-bayerisch. Als 1808 Steuerdistrikte gebildet wurden, bildete die Hasenmühle mit Steinhart und der Stahlmühle den Steuerdistrikt Hechlingen im Landgericht Heidenheim. 1810 wurde der Steuerdistrikt unter Einbeziehung der Balsen- und der Scheckenmühle zur Ruralgemeinde umgestaltet. Durch das Gemeindeedikt von 1818 wurde die Gemeinde Hechlingen in alter Form, das heißt nur mit der Hasen- und der Stahlmühle wiederhergestellt.
1833 bestand die Mühlgerechtsame der Hasenmühle aus einem Mahl- und einem Gerbgang, als Öl- und Lohmühle sowie als Schneidmühle. 1862 ging das Landgericht Heidenheim, in dem Hechlingen und damit die Hasenmühle seit 1808 lag, in das Bezirksamt (dem späteren Landkreis) Gunzenhausen auf.
1947 wurde eine Turbine und ein neuer Walzenstuhl eingebaut; 1984 wurde das Mahlen eingestellt; das Mahlwerk kommt seitdem nur noch gelegentlich zum Schroten zum Einsatz, ebenso das Sägewerk. Seit 1989 wird mit einem Generator Strom erzeugt. 1961 wohnten 13 Personen im Wohngebäude der Mühle; Schulort für die Kinder aus der Mühle war Hechlingen. Mit der Gebietsreform in Bayern kam die Gemeinde Hechlingen am 1. Mai 1978 zum Markt Heidenheim. Heute wird auf dem erstmals 1533 genannten „Mühlfeld“ vom Mühlenbesitzer der Campingplatz „Hasenmühle“ mit rund 50 Stellflächen betrieben.